# Gothic (игра)
Gothic (в русских локализациях — «Готика») — компьютерная игра в жанре CRPG, разработанная студией Piranha Bytes и выпущенная издательством Egmont Interactive 15 марта 2001 года, первая часть серии Gothic. 23 сентября 2023 года была выпущена версия игры для Nintendo Switch, содержащая в себе множество улучшений и исправлений багов.
На русском языке игра была выпущена 25 октября 2002 года. Локализация была выполнена компанией Snowball Interactive, а издателем выступила 1С. Повторная локализация произведена донецкой компанией «Булат», издана Russobit-M в 2004-м году и выпущена как «Золотое издание».
Сюжет игры повествует о приключениях безымянного главного героя, осуждённого за неизвестное преступление на каторгу. Персонажа отправляют в Долину Рудников, окружённую магическим барьером, который служит препятствием для возвращения обратно.

## Игровой процесс

### Управление
По сравнению с компьютерными ролевыми играми «Готика» имеет несколько нестандартное управление — любое взаимодействие с персонажем или объектом происходит при одновременном нажатии двух клавиш «Действие» + «Движение вперёд». В других играх для этого чаще всего достаточно либо нажать клавишу «Действие», либо щёлкнуть мышью. По мнению некоторых обозревателей, такое странное управление было вызвано тем, что игра изначально планировалась под одну из игровых консолей, но позже была перенесена на платформу PC. Во всех игровых эпизодах вид «от третьего лица», камера неотступно следует за главным героем, ракурс обзора и удаление камеры могут быть настроены. Движением героя можно управлять традиционными клавишами W, A, S, D и задавать направление обзора и движения мышью, кроме того, управлять можно и без мыши, вовсе, с помощью поворотов камеры влево и вправо клавишами Q и E, заранее включив альтернативную систему управления. Какой-либо курсор или прицел в игре отсутствует вовсе. В любом виде боя, взгляд героя фиксируется на одной цели, она подсвечивается, любые удары и выстрелы наводятся только по ней, упреждение не берётся. Однако, если на пути следования стрелы или заклинания окажется иной объект, то он получит повреждения.

### Боевая система
При нажатии клавиши «Подготовиться к бою» главный герой вынимает оружие, готовит боевое заклинание или кулаки, и переходит в боевой режим. При нацеливании на другого персонажа, даже мирного, тот также перейдёт в боевой режим, и может даже напасть первым. Цель, стоящая перед персонажем, захватывается, и для того, чтобы атаковать другую цель, необходимо отпустить удерживание цели кнопкой «действие» и повернуться в сторону новой цели, после чего атаковать.
Бой делится на ближний и дальний. Ближний бой ведётся любым доступным оружием или кулаками, если оружия нет. Всегда существует только один вид активного оружия ближнего боя, привязанный к горячей клавише «1», для его смены надо выбрать желаемый предмет в инвентаре. В качестве оружия в игре используются одноручные мечи, топоры, молоты и булавы (можно также воспользоваться в качестве оружия киркой или кочергой), двуручные мечи и секиры.
Дальний бой представлен магией, луками и арбалетами. Так же, как и для оружия ближнего боя, в конкретный момент времени доступен только один лук или арбалет (горячая клавиша «2»), для его смены нужно обращаться к инвентарю. Запас боеприпасов для лука или арбалета ограничен носимым количеством стрел или болтов, его можно купить у торговцев, найти в сундуках или на улице. Магические ударные заклинания назначаются на горячие клавиши от «4» до «0» и являются ещё одним видом дальнего боя. Некоторые из них требуют относительно длительного времени на подготовку, игрок может контролировать их силу, накапливая высвобождаемую магическую энергию до определённого предела.
В игре есть возможность превращения в разных животных, существует также режим боя в их облике.

### Инвентарь
Инвентарь главного героя неограничен, он может вмещать любое количество любых предметов, которые только можно подобрать. Предметы в инвентаре показываются в одну колонку по категориям: оружие (и снаряды); доспехи; амулеты и кольца; магические руны и свитки; книги и документы; эликсиры; еда; прочие вещи.
Каждый предмет имеет стоимость, но при продаже предмета торговцу она уменьшается ровно вдвое, за исключением расходуемых боеприпасов. Отдельные торговцы покупают некоторые категории предметов по полной цене. Предметы не ломаются. В режиме торговли доступен как обмен на магическую руду (выполняющую в игровом мире роль денег), так и бартер, если приведённая стоимость предметов обмена равна или более выгодна для торговца. Окно торговли имеет непривычный современному игроку интерфейс, при котором для продажи приходится выкладывать предметы в специальные слоты обмена.

### Магия
Магия в игре присутствует в виде рун (постоянное заклинание) и одноразовых расходуемых свитков с заклинаниями. Свитки и руны телепортации могут использоваться без знания секретов магии, для остальных необходим определённый уровень владения магией.
Знание магии ограничивается шестью кругами. По мере прохождения, шестой круг можно изучить только у некроманта Ксардаса.

### Ролевая система
Основные параметры ролевой системы стали впоследствии стандартными для всех игр серии.
Способности в игре Gothic включают в себя по два уровня владения одноручным и двуручным оружием, луком и арбалетом, два уровня мастерства по взлому замков, охотничьи умения по разделке туш убитых зверей (шесть навыков), подкрадывание и карманную кражу, шесть кругов магии и акробатику.

## Сюжет

Вид на башню Старого лагеря

Сюжет игры разворачивается в вымышленном королевстве Миртана, в котором правит король Робар II. После ряда военных побед королевские войска столкнулись с орками и начали терпеть одно поражение за другим. Единственным средством борьбы стало оружие и доспехи из магической руды, которая добывалась в нескольких местах королевства. Одним из таких мест являлся остров Хоринис (нем. Khorinis) с одноимённым городом-портом; Робар II приказал ссылать туда преступников на каторжный труд в шахтах и приказал возвести над шахтами магический барьер, пропускающий живых существ только внутрь и убивающий их при попытке выхода обратно. Однако барьер поглотил значительно большую площадь, включая ряд форпостов орков, а также магов-создателей барьера. Во главе местного самоуправления встал бывший криминальный авторитет Гомез, который заключил договор с королём: пленники поставляли королю руду, а в обмен получали еду, оружие и инструменты.
Главный герой попадает внутрь барьера, где получает помощь от Диего, главы «призраков» (нижних чинов охраны) Старого Лагеря. Герой получает возможность вступить в один из трёх лагерей: Старый, Новый или Болотный. После вступления в один из них он должен отправиться в Болотный Лагерь, сектанты которого готовят великую церемонию для того, чтобы пробудить Спящего, божества, которое может разрушить барьер. Во время церемонии глава лагеря, Юберион видит орка, стоящего в таинственном подземном склепе, и теряет сознание. Пытаясь раскрыть загадку видения, главный герой отправляется в лагерь орков. Юберион гибнет, сообщив главе стражи, что Спящий никакой не бог, а злобный демон, который погрузит мир в хаос, если пробудится. Также он сказал, что теперь снять барьер могут только маги воды из Нового лагеря. После кончины Юбериона, в лагере поднялись волнения. Группу верных Спящему возглавил Кор Галом, они покинули лагерь Братства в поисках иных путей к Спящему.
Маги воды хотят уничтожить Барьер при помощи рудной горы в Свободной шахте, которая им принадлежит. Герой получает право пройти к магам воды и поговорить с их предводителем Сатурасом, который просит героя разыскать магические камни, с помощью которых когда-то был возведён барьер, а теперь разбросанные по всей колонии. В поисках камней герою помогают: Диего; Лестер, послушник из Болотного Лагеря; Мильтен, маг огня Старого лагеря и Горн, наёмник из Нового лагеря. Вернувшись, герой узнаёт, что для уничтожения барьера нужна сила магов воды и огня. Герой направляется в Старый лагерь, но неподалёку от его врат встречает шокированного Мильтена. Тот рассказывает, что Гомез убил всех магов огня, а Старая шахта обрушилась. Герою приходится отправиться к некроманту Ксардасу, который руководил созданием барьера. Ксардас отправляет его в город орков.
Герой находит орочьего шамана Ур-Шака, который рассказал ему о том, что много лет назад шаманы его клана призвали ужасного демона, Крушака. Но тот убил их, и испуганные орки построили для Крушака огромный подземный храм, после чего Крушак превратил всех строителей в нежить, сделав его стражами. Герой понимает, что Крушак — это не кто иной, как Спящий. Попав внутрь храма, герой сражается с толпами нежити, демонов и других существ. Герой встречает также людей Кор Галома, который прибыл сюда, чтобы пробудить Спящего. По дороге он находит необычный меч — Уризель, который показывает Ксардасу.
Ксардас говорит, что этот меч может уничтожить Спящего, но его нужно зарядить. Сделав это, герой возвращается в Храм Спящего и добирается до зала, где его внезапно встречает Ксардас. Некромант сообщает, что Кор Галом начал ритуал пробуждения Спящего. Спящий пытается убить Героя, но тот бьёт его Уризелем, и демона затягивает в портал.

## Реакция игровой прессы
| Сводный рейтинг       | Сводный рейтинг                                    |
| Агрегатор             | Оценка                                             |
| --------------------- | -------------------------------------------------- |
| GameRankings          | 79,35 %                                            |
| Metacritic            | 81/100 (14 reviews)                                |
| Иноязычные издания    |                                                    |
| Издание               | Оценка                                             |
| ActionTrip            | 88/100                                             |
| Eurogamer             | 8/10                                               |
| GameSpot              | 7,2/10                                             |
| GameSpy               | 7,2/10                                             |
| IGN                   | 8,6/10                                             |
| Русскоязычные издания |                                                    |
| Издание               | Оценка                                             |
| Absolute Games        | 70/100                                             |
| «Игромания»           | 8,5/10                                             |
| Награды               |                                                    |
| Издание               | Награда                                            |
| GameStar              | Adventure Game of the Year (2001), Best Game World |

- Российский портал игр Absolute Games поставил игре 70 %. Nomad отметил интерактивный игровой мир, красивую графику и сильный AI. К недостаткам были отнесены баги и слабый сюжет. Вердикт: «Вынести четкий вердикт в отношении Gothic безумно трудно. С одной стороны, красиво, временами дико интересно и почти-что-Outcast, с другой стороны — обглоданная во всех местах статистика, непритязательный сюжет, отсутствие нормальной человеческой анимации, дисбаланс оружия и орава назойливой глюк-мошкары»[12].
- Журнал Игромания поставил игре 8,5 баллов из 10-ти, сказав, что это «первая Action/RPG, из которой не хочется выкинуть экшен и куда не надо добавлять RPG. Суперсбалансированная игра, способная увлечь вас надолго и с потрохами»[13].